# Kanalasgém

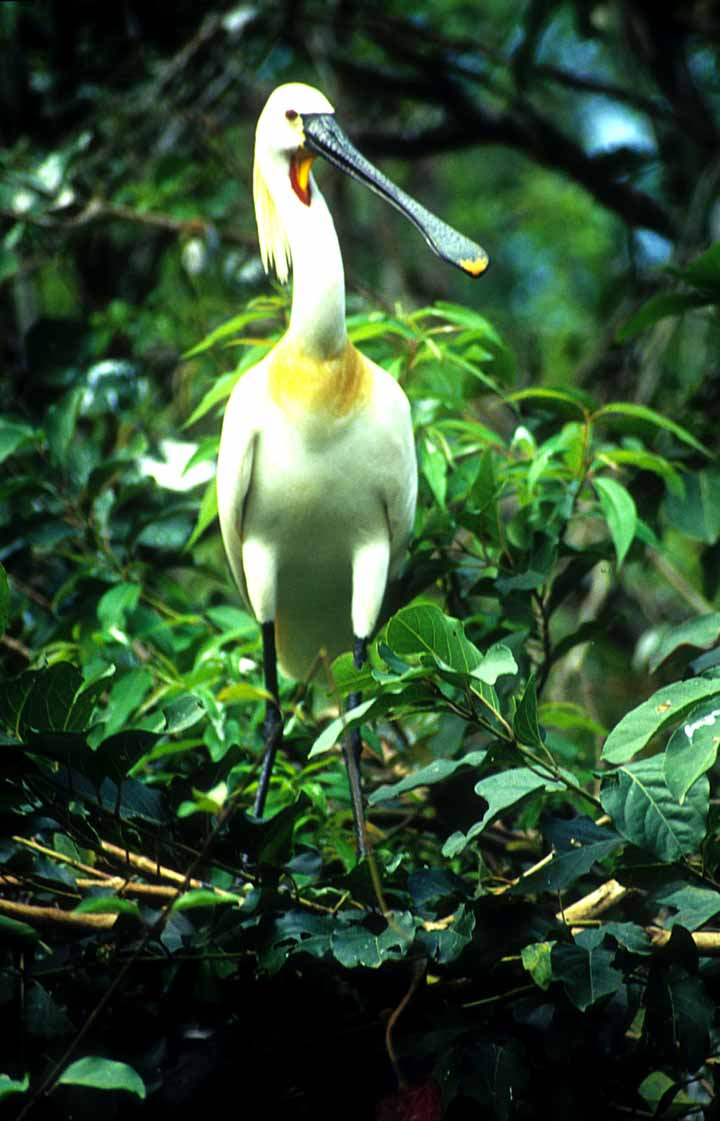

A kanalasgém (Platalea leucorodia) a madarak (Aves) osztályának a gödényalakúak (Pelecaniformes) rendjébe, ezen belül az íbiszfélék (Threskiornithidae) családjába és a kanalasgémformák (Plataleinae) alcsaládjába tartozó faj.
A Platalea madárnem típusfaja.
Nevét csőre kanálszerűen kiszélesedő végéről kapta. Neve szerint gém, de nem az ő rokonuk, hanem az íbiszfélékhez tartozik.
A Magyar Madártani és Természetvédelmi Egyesület 2008-ban „Az év madarává” választotta.

## Előfordulása
Dél-Európa, Közép-Ázsia egészen Japánig, Észak-Afrikában is költ. Parti tavaknál és mocsaraknál él, de a tengerpartok árapály-zónájába is gyakran eljár táplálkozni, főleg Nyugat-Európában; a Közép-Európában fészkelő madarak leginkább tengerparton telelnek.

## Alfajai
- Platalea leucorodia leucorodia – ez az alfaj él az elterjedési terület java részén, és ez fordul elő Európában is
- Platalea leucorodia archeri – Vörös-tenger és Szomália
- Platalea leucorodia balsaci – Banc d'Arguin sziget, Mauritánia
- Platalea leucorodia major – ez az ázsiai alfaj, ez él az elterjedési terület ázsiai részén; de egyes szerzők ezeket a kanalasgémeket is a törzsalakhoz sorolják. A 'major' alfaj taxonómiai helyzetének tisztázásához genetikai vizsgálatokra van szükség.

## Megjelenése
Magassága 80–90 centiméter, szárnyfesztávolsága 115–130 centiméter. Világossárga begye kivételével tiszta fehér, szeme kárminpiros, csőre fekete, hegye sárga, lába fekete, szemgyűrűje sárgászöld, torka zöldessárga. Fejükön tollüstököt hordanak. A tojó valamivel kisebb termetű a hímnél, a fiatal madár a tollüstök hiányában és sárga felsőmellében különbözik az öregebb madártól.

## Életmódja
A kanalasgém több gázlómadárhoz hasonlóan, csak olyan sekély vizekben tud táplálkozni, ahol a lába eléri az aljzatot. Táplálkozásakor csőrét nyitva tartja, fejével jobbra-balra kaszál. Amennyiben érzékeny csőréhez valami hozzáér, azonnal összezárja, és zsákmányát lenyeli. Tápláléka piócákból, puhatestűekből, halakból és kétéltűekből tevődik össze. Tavasszal - ha a vízviszonyok lehetővé teszik - még elsősorban a szikes vizeken táplálkoznak, de azok nyár eleji kiszáradásával átszokik a halastavakra, ahol pont ettől az időszaktól kezdődik el a nyári, majd az őszi lehalászás a hazai viszonyok mellett. Vonuló faj. Vonulása során elsősorban a tengerparti lagúnákban, sólepárlókon táplálkozik, a Szaharától délre pedig a nagyobb folyók öntésterületein fordul elő a Száhil övben.

## Szaporodása

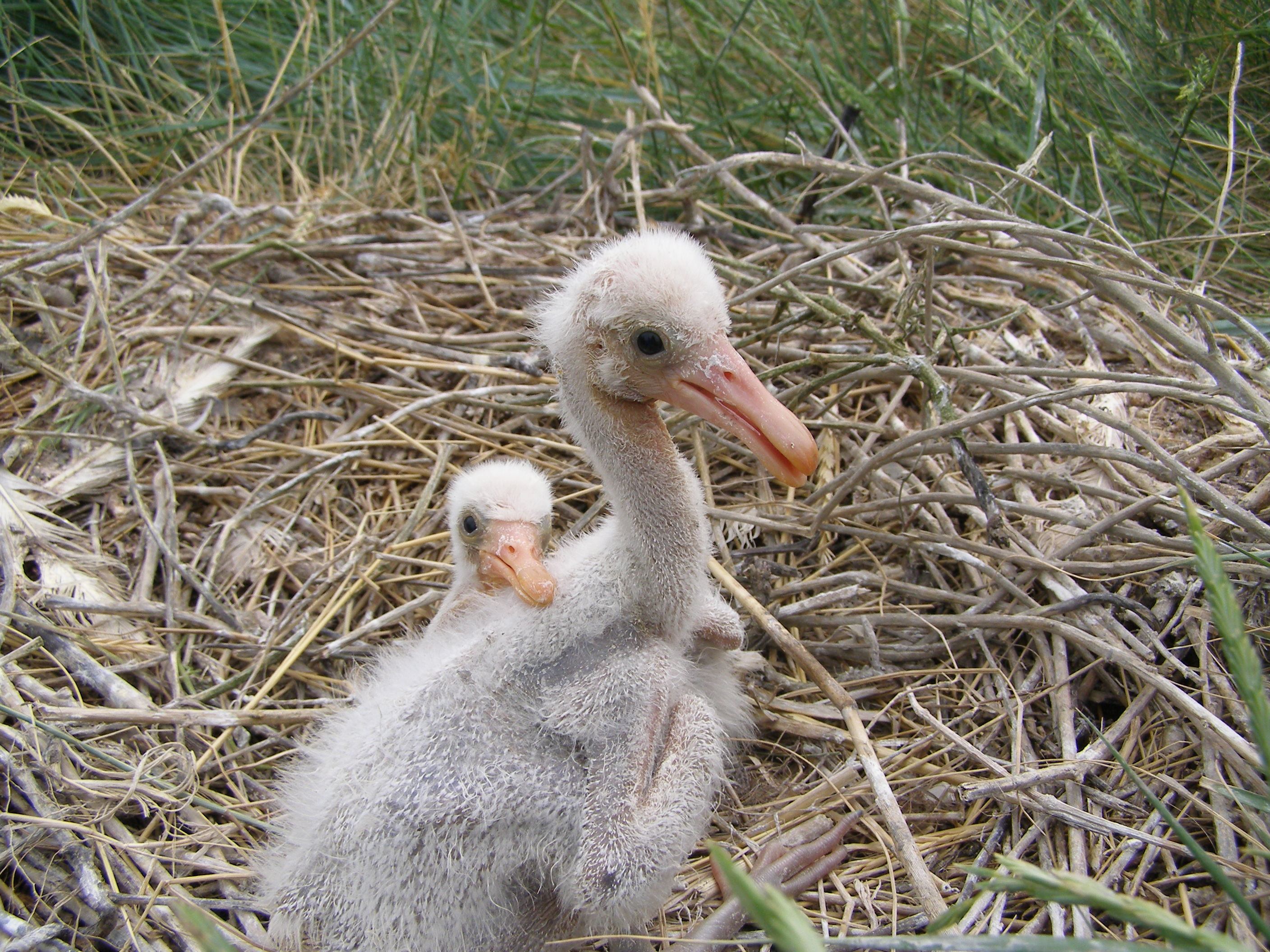
Fiókák

Síkvidéki mocsarak, fűzbokros árterek, nádasok, tavak mellett fészkel. Telepesen, nádasokra, fákra, bokrokra rakja nádból és gallyakból álló fészkét. Gyakran más gémfajok társaságában költenek, de leggyakoribb társfészkelő faja napjainkban a kis kárókatona. 3-4 durva szemcsés, fénytelen és fehér alapon sok vörös felhővel és folttal rajzolt tojásán 21 napig kotlik, fiókái fészeklakók. Tojásaik lerakása között 1-2 nap telik el, de a kotlás már rögtön az első tojás megjelenésével elkezdődik. Ebből adódóan a fiókák között jelentős méretbeli különbségek lehetnek. Mindkét szülő részt vesz a kotlásban és a fiókák nevelésében. A fiókák 4-5 hetes korukban már a fészek környékén mászkálnak, de a gémtelepről csak 7-8 hetes korukban repülnek ki.

## Kárpát-medencei előfordulása

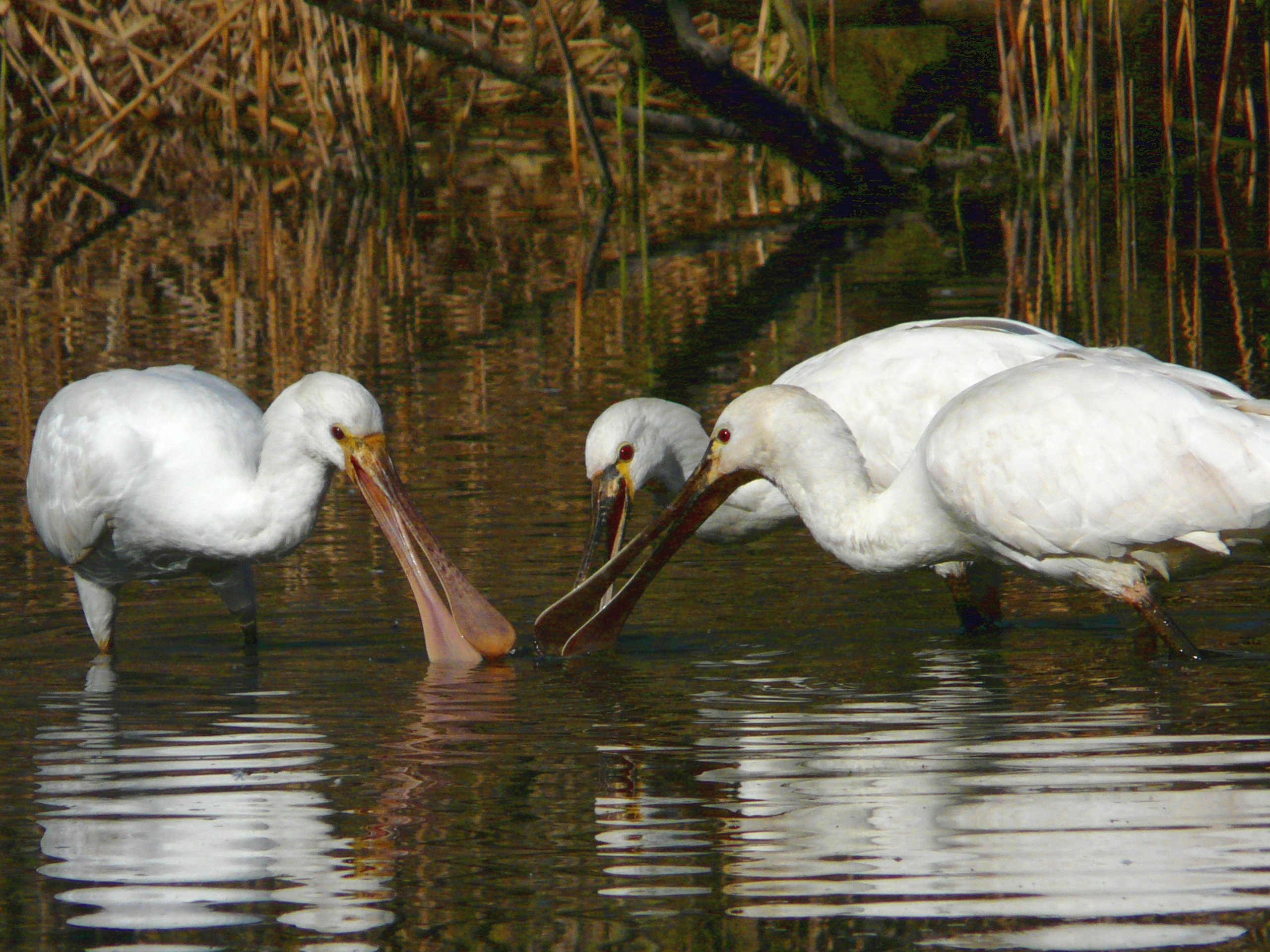

Márciustól októberig tartózkodik Magyarországon, rendszeresen fészkel.
Magyarországon 1100-1300 páros fészkelő-állománya van a fajnak, mely  európai viszonylatban az egyik legnagyobb populáció. Mind az európai, mind a hazai állomány folyamatos növekedést mutatott az elmúlt években. Ennek ellenére a populációk sérülékenyek, mert táplálkozásukat csak nagyon speciális vízmélység mellett tudják végezni. Száraz években a populáció egy része nem is kezd fészkelésbe.